# Marituba
Marituba là một đô thị thuộc bang Pará, Brasil. Đô thị này có diện tích 103,279 km², dân số năm 2007 là 93416 người, mật độ 904,5 người/km².